# Gabriel von Eyb

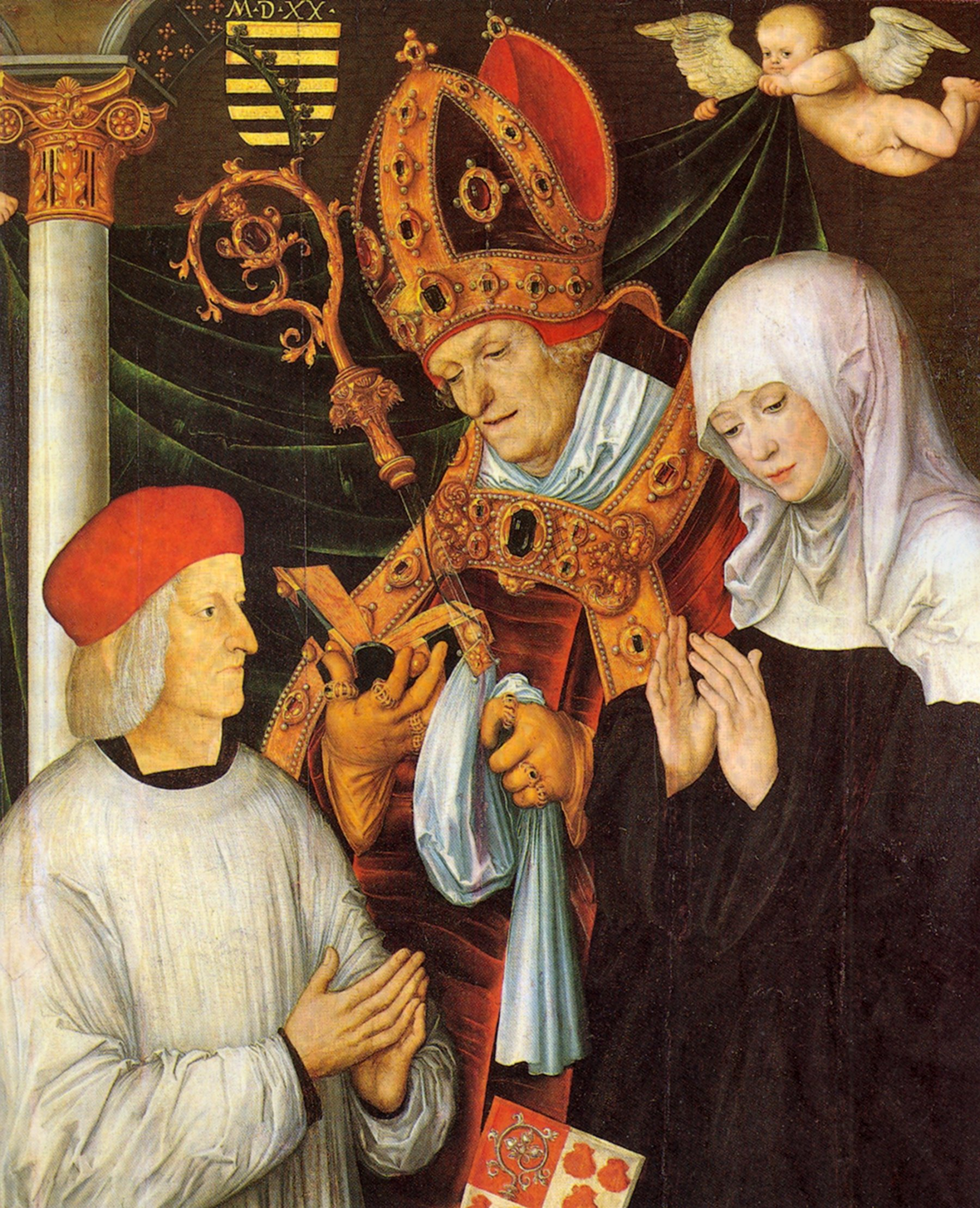
Gabriel von Eyb (links) mit den Diözesanheiligen Willibald und Walburga. Von Lucas Cranach d. Ä. (1520)

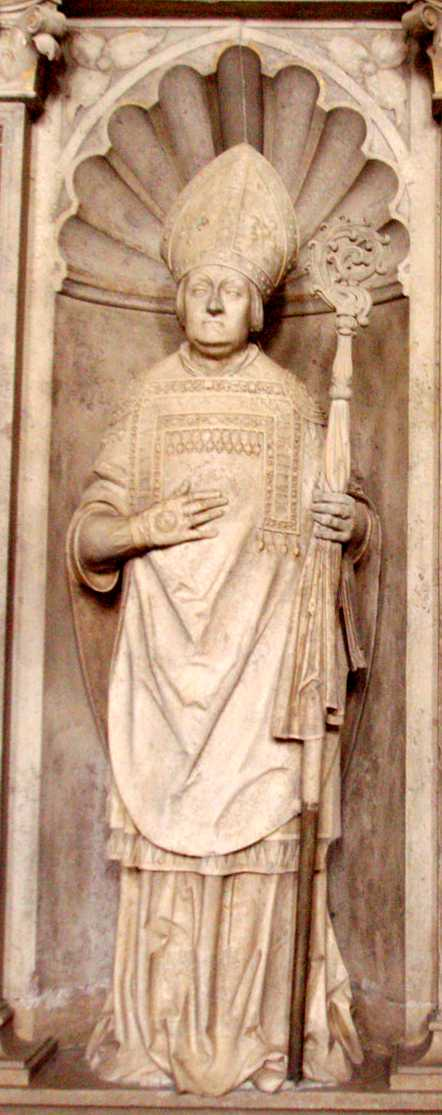
Grabdenkmal des Eichstätter Fürstbischofs Gabriel von Eyb im Eichstätter Dom

Gabriel von Eyb (* 29. September 1455 in Arberg; † 1. Dezember 1535 in Eichstätt) war in der Reformationszeit der 52. Diözesan- und Fürstbischof von Eichstätt. Er war der erste deutsche Bischof, der die päpstliche Bannandrohungsbulle gegen Martin Luther und andere Reformatoren veröffentlichen ließ.

## Herkunft
Gabriel stammte aus dem fränkischen Adelsgeschlecht der von Eyb zu Eybburg und kam als drittältester Sohn von Ludwig Eyb dem Älteren († 29. Januar 1502), einem Juristen und Diplomaten im Dienste des brandenburgischen Hauses der Markgrafen von Ansbach, auf Burg Arberg zur Welt, wo der Vater eichstättischer Pfleger war. Die Mutter, Magdalena († 14. November 1473 in Heilsbronn), stammte aus dem Geschlecht der Adelmann von Adelmannsfelden. Der Humanist Bernhard Adelmann von Adelmannsfelden, Freund Pirckheimers und Luthers, war ein Vetter Gabriels. Aus der Familie sind mehrere kirchliche Würdenträger hervorgegangen.

## Leben und Wirken

### Ausbildung und Kanonikate
Mit 16 Jahren zog er 1471 an die Universität Erfurt, wohin ihm im nächsten Jahr sein jüngster Bruder Kaspar nachfolgte. Bei der Immatrikulation bezeichnete sich Gabriel als Kanoniker von Bamberg und Eichstätt; die Anwartschaft auf letzteres Kanonikat, das mit dem Amt des Domkantors verbunden war, hatte ihm sein Vater bereits 1460 verschafft. Das Kanonikat behielt er bis 1515 bei, als er längst Fürstbischof war. 1467 war die Präbende auf das Bamberger Kanonikat hinzugekommen. In Erfurt erlangte er den Titel eines Magisters artium und damit die Vorstufe zu einem Examen in einer der drei anderen Fakultäten. Noch während des Studiums, 1473, erhielt er als dritte Einnahmequelle das Amt des Domizellars in Würzburg. Am 24. Juli 1475 starb sein Onkel und großer Förderer, der bedeutende Humanist Albrecht von Eyb, dessen umfangreiche Bibliothek Gabriel erbte.
Ab 24. April 1475 studierte Gabriel zusammen mit seinem Vetter Wilhelm von Eyb an der drei Jahre zuvor gegründeten bayerischen Landesuniversität Ingolstadt Rechtswissenschaften. Auch hierhin folgte ihm ein Jahr später sein Bruder Kaspar, Kanoniker von Bamberg und Eichstätt. 1478 ging Gabriel nach Italien an die Universität Pavia, neben Bologna und Padua die wichtigste Schule für angehende Juristen; dort blieb er sieben Jahre und erwarb 1485 die Würde eines Doktors des Kirchenrechts. Sein Doktordiplom befindet sich im Bayerischen Hauptstaatsarchiv; sein Tagebuch aus dieser Zeit, das er nachweislich führte, hat sich nicht erhalten.

### Die Jahre bis zur Bischofswahl
Als 30-Jähriger kehrte Gabriel nach Deutschland zurück und stellte sein Wissen und seine Dienste vor allem dem Eichstätter Fürstbischof Wilhelm von Reichenau zur Verfügung; daher weilte er in den nächsten zehn Jahren hauptsächlich in Eichstätt und kam in Bamberg und Würzburg (Resignation 1497) wohl nur seiner mehrtägigen Residenzpflicht nach. In Eichstätt weilte bereits sein zweitältester Bruder, Ludwig von Eyb der Jüngere, der 1479 Hofmeister des Eichstätter Fürstbischofs geworden war. Dieser wechselte 1487 an den pfalzgräflichen Hof über, und mit ihm war Gabriel bis zu dessen Tod 1521 herzlich verbunden. Dem Würzburger Rat muss Gabriel einen Dienst erwiesen haben, denn dieser sandte ihm 1506 ihm aus Dankbarkeit Wein zu, als Gabriel schon Fürstbischof war, worauf sich der Bischof mit einer runden Tischplatte aus Solnhofener Marmor revanchierte; der Prachttisch mit drei Wappen (darunter das Eybsche) im Kern der Platte, geschnitzt von Tilman Riemenschneider, steht heute im Mainfränkischen Museum auf der Würzburger Festung.
1486 trat Bernhard Adelmann von Adelmannsfelden sein Eichstätter Kanonikat an. Zwischen Gabriel und seinem fast gleichaltrigen Vetter entwickelte sich ein enges Freundschaftsverhältnis. Später, bei der Bischofswahl, trat Bernhard zugunsten Gabriels von seiner Kandidatur zurück.
1487 wurde Gabriel von Eyb zum markgräflich-ansbachischen Rat ernannt, eine ehrende Pflicht, der er bis zu seiner Bischofswahl nachkam. Als Bamberger Domherr beauftragte ihn 1495/96 Papst Alexander VI., den langwierigen Streit zwischen dem Bamberger Chorherrn Theoderich Morung und dem Markgrafen zu schlichten; 1498 kam Morung aus der ansbachischen Gefangenschaft frei. Dafür, dass Gabriel auch einer öffentlichen Tätigkeit im Auftrag des Kaisers nachging, gibt es Hinweise. Warum und wann er bis 1496 in Regensburg und nicht in Eichstätt zum Priester geweiht wurde, ist nicht geklärt.

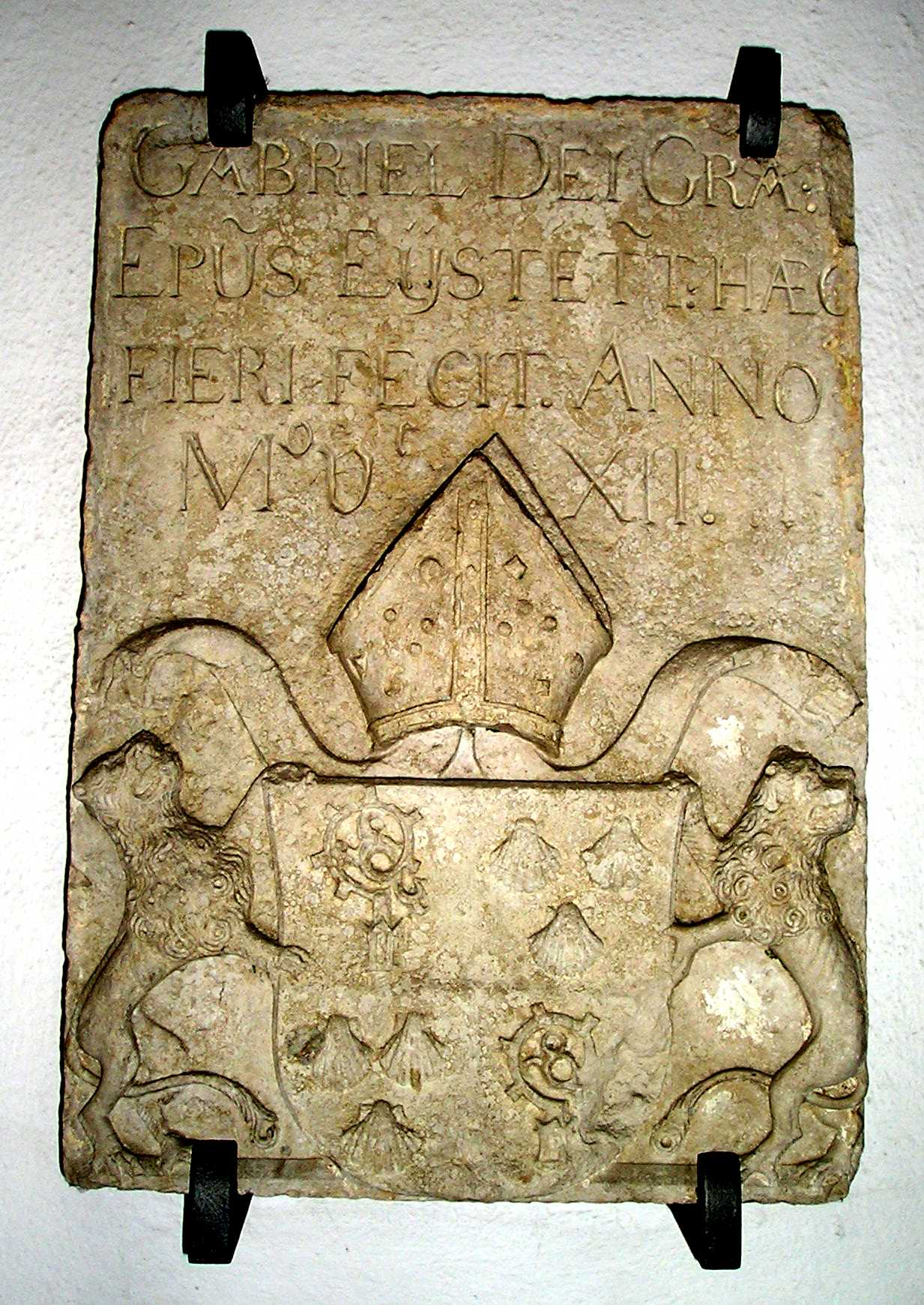
Wappenstein des Fürstbischofs Gabriel von Eyb an der ehemaligen Eichstätter Dominikanerkirche, datiert 1512

### Wahl und Amtsübernahme
Nach dem Tode Wilhelms von Reichenau († 19. November 1496) wurde Gabriel von Eyb am 5. Dezember 1496 vom Eichstätter Domkapitel zum neuen Fürstbischof gewählt. Seine erste Amtshandlung bestand in der Teilnahme an der feierlichen Beisetzung seines auf Schloss Obermässing gestorbenen Vorgängers im Eichstätter Dom. Auch gab er dessen Rotmarmor-Grabmal im Willibaldschor in Auftrag und ließ das Pontifikale Gundekarianum mit einer Miniatur Reichenaus und dazugehöriger Lebensbeschreibung durch einen unbekannten Meister schmücken und ergänzen. Nach der Einholung der päpstlichen Wahlbestätigung, die kurz nach dem 1. März 1497 und damit ziemlich spät eintraf, weil der zur Bischofswahl nicht geladene Eichstätter Generalvikar Christoph Mendel von Steinfels in Rom und beim Kaiser Appellation eingelegt hatte, nahm er am 11. März 1497 vor dem Kapitel das Hochstift ein und ließ sich an den Folgetagen im Stift huldigen. Am 16. April 1497 erfolgte die Bischofsweihe durch den Regensburger Fürstbischof Rupert II., dessen Suffragan und den Eichstätter Suffragan im Eichstätter Dom. Mit den kaiserlichen Regalien wurde er im Juni in Füssen belehnt, war aber wegen einer Erkrankung dort nicht persönlich anwesend. Am 28. Juli 1497 erhielten seine Gesandten für ihn auf dem Wormser Reichstag die Mainzer Kanzleramtswürde, die traditionell den Eichstätter Bischöfen zustand. 1498 traf er selbst auf König Maximilian bei einer Besprechung in Ulm und anschließend auf dem Reichstag in Freiburg im Breisgau. Am 10. Juni leistete Gabriel in die Hand des Kaisers persönlich den Treueeid und wurde formell nochmals mit den Regalien belehnt. Am 7. Mai 1497 beschwörte er dem Domkapitel die Wahlkapitulation, mit der sich das Kapitel eine nicht immer unumstrittene Einflussnahme auf die Regierungsgeschäfte des neuen Fürstbischofs sicherte.

### Zwei Jahrzehnte ruhigen Wirkens als Fürstbischof
1499 unternahm Gabriel von Eyb eine Visitationsreise durch das Obere Hochstift um Herrieden, bei der es um Angelegenheiten der fürstbischöflichen Verwaltung, nicht aber um seelsorgerliche Belange ging. In Herrieden, wo 1490 ein Brand die halbe Stadt verwüstet hatte, erließ er die Anordnung, Dächer nicht mehr mit Stroh zu decken und noch vorhandene Strohdächer zu beseitigen.
1501 wurde ihm die Ehre zuteil, Veit I. Truchseß von Pommersfelden zum Fürstbischof von Bamberg zu weihen; auch dieses Ereignis wurde mit einer Miniatur im Gundekarianum festgehalten. Als nach dem Tod des Rebdorfer Priors 1503 der Gelehrte und Humanist Kilian Leib neuer Prior wurde, kam es zu einer lebenslangen Freundschaft Leibs mit dem Fürstbischof; die Gespräche bei den vielen Treffen hielt der Prior in einem Tagebuch fest. Im 1504 entflammenden Landshuter Erbfolgekrieg verhielt sich der Fürstbischof neutral und verhinderte damit, dass der Krieg auf sein Hochstift übergriff. 1505 nahm er die Weihe des neuen Augsburger Fürstbischofs Heinrich IV. von Lichtenau vor († 12. April 1517). Auch dessen Nachfolger Christoph von Stadion weihte Gabriel von Eyb und hielt enge Freundschaft zu ihm.
Obwohl sein Vorgänger von Reichenau bereits sehr viel gebaut hatte, musste von Eyb eine große Anzahl weiterer Baumaßnahmen in Auftrag geben. Er hatte die unter Reichenau begonnenen Befestigungen der Hochstiftstädte zu vollenden (so um 1517 der Mauergürtel von Greding und 1519/24 von Beilngries) und einige Kirchen zu bauen (so in Pfünz und 1523 in Sappenfeld). 1527 ließ er das Rathaus von Spalt abbrechen und neu bauen; 1532 erfolgte der Bau des Kastenhauses von Herrieden. In Eichstätt ließ er eine Brücke über die Altmühl errichten, 1506–08 die Willibaldsburg, seine Residenz, fortifikatorisch verstärken und 1515/16 die Hofmühle vollenden. Bis 1508 wurde in seinem Auftrag das fürstbischöfliche Schlösschen von Herrieden wiederaufgebaut und das „feste Haus“ von Eibwang an der Anlauter bis 1530 umgestaltet; dort hielt sich der Bischof gerne auf. Ebenfalls 1508 begann er mit der Erneuerung des Eichstätter Hofes in Regensburg (1634 zerstört). Die Bautätigkeit hielt ohne wesentliche Unterbrechungen bis zum Ende seiner Regierung an; 1535/36 ließ er am neuen Eichstätter Ostenfriedhof ein Kirchlein erbauen, und ein Jahr vor seinem Tod entstand in seiner Heimat Arberg der Torturm gegen Ornbau hin.
Er war auch ein kunstsinniger Bischof, der vor allem den Eichstätter Renaissance-Bildhauer Loy Hering mit Aufträgen versorgte, welcher das Willibaldsdenkmal an den Stufen des Westchors des Domes (1514) mitsamt einer großen Kreuzigungsgruppe, die heute in der Sakramentskapelle zu finden ist, errichtete. Noch zu Lebzeiten des Bischofs schuf Hering dessen Epitaph im Dom (1520 oder 1521, bis zum Tod des Bischofs hinter einem Vorhang verborgen) und die Grabplatte. 1520 durfte Hering für den Neffen des Fürstbischofs, den Eichstätter Domherrn Ulrich von Leutersheim, ein Epitaph gestalten, und – vor 1525 – für die Pfarrkirche St. Vitus in Kottingwörth ein Sakramentshäuschen. Von Eyb bestellte 1519 bei Lukas Cranach dem Jüngeren ein Altarwerk für seine Burgkapelle, dessen Seitenbilder heute im Bischofspalais hängen, während sich das Mittelteil in der Städtischen Galerie von Bamberg befindet. 1511 ließ er den Sittenspiegel mit Dramenübertragungen aus der Antike seines 1475 verstorbenen Verwandten und Humanisten Albrecht von Eyb drucken. 1517 druckte man für Eyb in Nürnberg ein großes Pergament-Missale mit einem Kanonbild von Albrecht Dürer als Kupferstich – eine gute Quelle zur Musik- bzw. Choralgeschichte des 15. und 16. Jahrhunderts. Ebenfalls in Nürnberg wurde 1525 das Eichstätter Brevier von 1497 nochmals aufgelegt.
Die Erwerbungspolitik seines Vorgängers zum territorialen Ausbau des Hochstifts setzte von Eyb erfolgreich fort. 1523 konnte die Hochstiftsgrenze gegen die Oberpfalz endgültig festgelegt werden.

### Reformation
Dem seit 1510 in Ingolstadt lehrenden Theologen Johannes Eck übertrug der Fürstbischof als Kanzler der Universität am 16. November 1510 das Vizekanzleramt. Er beauftragte Eck auch, seine Bedenken gegen Luthers Thesen schriftlich abzufassen. Obwohl diese nur zum persönlichen Gebrauch des Bischofs gedacht waren, gelangten sie durch die Indiskretion seines Vetters Bernhard Adelmann von Adelmannsfelden, eines persönlichen Gegners Ecks, über Nürnberg in die Hände Luthers. Erst in der folgenden Auseinandersetzung darum entwickelte sich Eck zu einem entschiedenen Gegner Luthers und zum Vorkämpfer der katholischen Sache. 1520 ließ der Fürstbischof als erster deutscher Bischof die päpstliche, von Eck aus Rom mitgebrachte Bannandrohungsbulle Exsurge Domine gegen die Vertreter der „neuen Lehre“ verkünden; Adelmann und der ebenfalls namentlich aufgeführte Humanist Pirckheimer beugten sich innerhalb der gesetzten Frist von sechzig Tagen. Zwar konnte der Fürstbischof verhindern, dass das Hochstift von der Reformation erfasst wurde, aber weite Teile seiner Diözese gingen der alten Lehre verloren. So hatte der Bischof spätestens 1533 im markgräflichen Anteil und damit in einem der wichtigsten Teile des Eichstätter Bistums jegliche Jurisdiktionsgewalt verloren.

### Bauernaufstand
Im Bauernaufstand von 1525 gelang den Aufständischen am 21. April die Einnahme des fürstbischöflichen Schlosses Obermässing und einen Tag später die des Städtchens Greding. Am 24. April plünderten sie das Benediktinerkloster Plankstetten und brannten es fünf Tage später nieder. Auch die Hofmark Thannhausen und Schloss Brunneck im Anlautertal brachten sie in ihre Gewalt, doch wurden sie vom Oberpfälzer Landgrafen Friedrich besiegt. Gegen den krellschen Aufruhr in Wellheim holte der Fürstbischof die Bürgerwehr von Neuburg an der Donau zu Hilfe. Im Westen des Hochstifts besiegte der Ansbacher Markgraf die Aufständischen. Die Eichstätter Tuchknappen unter Führung von Hans Heule, unter denen es 1525 ebenfalls gärte, die aber die Stadt gegen die Bauern verteidigt hatten, wurden vom Rat der Stadt auf Vermittlung einer Abordnung des Schwäbischen Bundes, dem das Hochstift angehörte, von der Teilhabe abgedrängt.

### Alter und Tod
1520–23 bemühten sich das Fürstentum Ansbach, das bayerische Herzogshaus und das Pfälzer Kurfürstentum vergeblich darum, dass Eyb einen Koadjutor mit dem Recht der Nachfolge bestimmen ließ; alle drei Mächte verfügten konkurrierend über je einen eigenen Kandidaten. Ein weiterer Versuch 1529 durch Kurfürst Ludwig V. von der Pfalz scheiterte ebenso.
Als der 80-jährige Bischof auf der Willibaldsburg starb, wurde er nach seinem Wunsch im Ostchor des Domes bestattet; seine dortige Grabplatte von Loy Hering befindet sich heute im Dom-Kreuzgang. Im Mortuarium liegt sein 1503 gestorbener Kanzler Willibald Fischl begraben; das Priesterbildnis des Epitaphs zeigt ihn, einen Siegelstock mit dem Eybschen Wappen haltend. Es ist ein Werk von Loy Hering.

## Wappen
Das fürstbischöfliche Wappen ist üblicherweise geviert. Im Wechsel zeigen die Felder des Wappens das ursprüngliche Familienwappen der von Eyb mit drei roten Muscheln auf Silber und das Wappen des Eichstätter Hochstifts mit einem goldenen Krummstab auf Rot.